# Le Mesnil-Amelot
Le Mesnil-Amelot település Franciaországban, Seine-et-Marne megyében. Lakosainak száma 992 fő (2022. január 1.). Le Mesnil-Amelot Moussy-le-Vieux, Thieux, Villeneuve-sous-Dammartin, Tremblay-en-France, Mauregard és Mitry-Mory községekkel határos.

## Népesség
A település népességének változása:
| Lakosok száma | 844  | 947  | 1003 | 1014 | 1043 | 1068 | 1041 | 1016 | 992  |
|               | 2013 | 2015 | 2016 | 2017 | 2018 | 2019 | 2020 | 2021 | 2022 |